# Глуздовський Василь Юхимович
Василь Юхимович Глуздовський (1877—1951) — дослідник Далекого Сходу, соратник Володимира Арсеньєва.

## Біографія
Народився в 19 (31) березня 1877 року в Козельці. Після закінчення Київського університету в 1905 році був у засланні за участь у заворушеннях. Після 1917 року оселився на Далекому Сході. З 1930 року знову жив у Києві.
Автор книги про Далекий Схід, його матеріали зберігаються в музеях Владивостока.
Помер в 1951 році. Похований на Лук'янівському цвинтарі (ділянка № 5, ряд 6, місце 10).